# Замок Рёттельн
Замок Рёттельн — руины средневекового замка на горе над деревней Рёттельн в немецком городе Лёррах в федеральной земле Баден-Вюртемберг, недалеко от границы со Швейцарией и Францией.
Рёттельнский замок долгое время был одним из крупнейших оборонительных сооружений на юго-западе Германии, и является третьим по размеру комплексом руин замка в Бадене.
На протяжении своей истории замок служил резиденцией членам Рёттельнского дома, маркграфам Заузенбергским и Баден-Дурлахским. В годы Тридцатилетней войны стал ареной ожесточённых сражений, и был разрушен. Окончательно потерял своё военное значение в Голландской войне 1678 году.
Замок Рёттельн находится под управлением «Государственных замков и парков Баден-Вюртемберга» (нем.), и открыт для посещения.